# Lega (Fluss)
Die Lega ist ein 157 km langer Fluss im Nordosten Polens. Der größere Teil des Flusses befindet sich in der Woiwodschaft Ermland-Masuren.
Die Lega entspringt einem Dutzend Quellen im Gebiet des Jezioro Czarne (deutsch Schwarzer See). Aus der Topographie des Geländes, das von der letzten Eiszeit geprägt wurde, verbindet der Fluss Lega eine Kette von Seen: beginnend im Jezioro Czarne folgen der Jezioro Oleckie Wielkie (Treuburger See) bei der Stadt Olecko, der Jezioro Olecko Małe (Herzogshöher See), der Jezioro Skomętno (Skomantener See) und der Jezioro Staćkie (Statzer See).
Der Fluss Lega verzweigt sich dabei über eine Fläche von 1011,1 km² in eine Reihe von Nebenarmen und Nebenflüssen, die wiederum eigene Bezeichnungen aufweisen. Der Abschnitt der Lega vom Jezioro Staćkie in den Jezioro Selmęt Wielki (Großen Sellmentsee) wird auch als Malkin (Malkien oder Malkienfluss) bezeichnet.
Der Abschnitt der Lega hinter dem Staćkie und gleich folgend Jezioro Rajgrodzkie (Raygrod-See), wo er die Grenze Masurens, des ehemaligen Ostpreußens, nach Podlachien überschreitet, heißt Jegrznia. Diese mündet dann in die Ełk (Lyck) ein. Von hier aus mündet das Wasser in den Strom der Biebrza, der inmitten eines großen Landschaftsschutzgebietes südöstlich der Stadt Grajewo liegt.

## Der präzisierte Flussverlauf auf Karten
- TK25 1800 Kowahlen (1932) diverse Feuchtgebiete – keine eindeutige Quelle. Abschnitt Schwarzer See
- TK25 18101 Merunen (1934) Abschnitt Seenkette / Feuchtgebiete um Wiesenhöhe (nördl. v. Treuburg)
- TK25 19101   Abschnitt Treuburg – Mündung in Herzogshöher See
- TK25 20101 Wallenrode (1940) = Abschnitt Herzogshöher See – Müllersbrück bis Klinken
- TK25 21101 Ebenfelde (1930)  = Abschnitt Pomiannen
- TK25 20100 Gonsken (1935) =  1,5 km langer Flussabschnitt bei Babken
- TK25 21100 Lyck (1937) = Abschnitt Zappeln – bis Mündung in den Großen Zelment-See